# Секстии
Секстиите (gens Sextia) са плебейска фамилия от Древен Рим.
- Марк Секстий, народен трибун 414 пр.н.е.
- Луций Секстий Латеран, осем пъти (376 - 367 пр.н.е.) народен трибун; 367 пр.н.е. предлага законите Leges Liciniae Sextiae; 366 пр.н.е. консул
- Гай Секстий Калвин (консул 124 пр.н.е.)
- Гай Секстий Калвин (оратор), претор 92 пр.н.е.
- Квинт Секстий Стари, философ 50 пр.н.е.
- Секстий Нигер, физик, фармациолог по времето на Август
- Тит Секстий Африкан, суфектконсул 59 г.
- Тит Секстий Магий Латеран, консул 94 г.
- Тит Секстий Корнелий Африкан, консул 112 г.
- Тит Секстий Латеран, консул 154 г.
- Тит Секстий Магий Латеран (консул 197 г.)

Жени:
- Секстия, съпруга на Мамерк Емилий Скавър (суфектконсул 21 г.)
- Секстия, съпруга на Луций Антисций Вет, майка на Антисция Полита
- Секстия (* 120), дъщеря на Тит Секстий Африкан и Вибия; съпруга на Апий Клавдий Пулхер (суфектконсул 2 век); майка на Клодия Пулхра, която е съпруга на Марк Пупиен Максим и майка на император Пупиен
- Секстия Цетегила, съпруга на император Пупиен
- Секстия Азиния Пола, съпруга на Марк Ноний Арий Муциан (консул 201 г.)
- Пупиена Секстия Павлина Цетегила (* 225 г.), дъщеря на Марк Пупиен Африкан; тъща на Гордиан III